# Провиденсия (остров)
Провиденсия, также Олд-Провиденс (исп. Isla de Providencia, англ. Providence Island) — горный остров в юго-западной части Карибского моря напротив никарагуанского берега. Административно относится к колумбийскому департаменту Сан-Андрес-и-Провиденсия. Максимальная высота над уровнем моря — 360 метров. Площадь — 17 км².

## Население

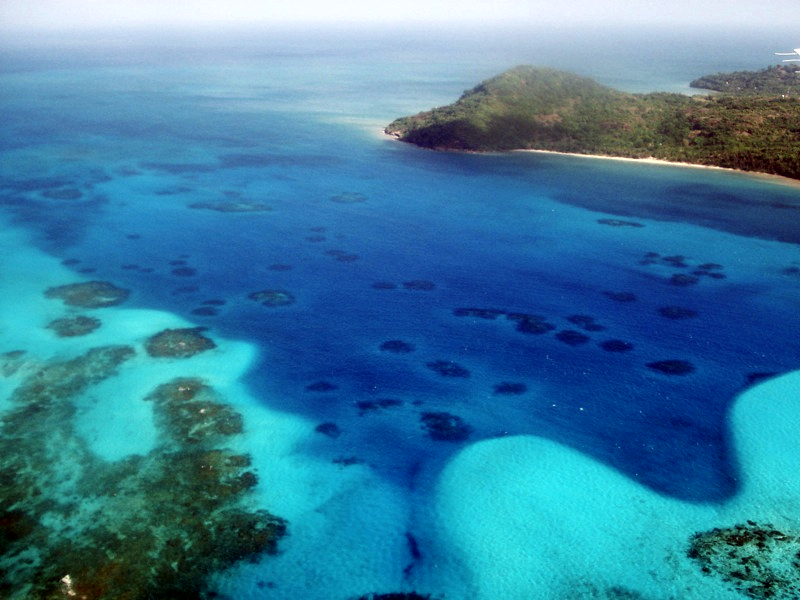
Остров Провиденсия

Исконное население островов — райсальцы — является потомками английских пуритан, поселившихся на островах в 1631 году, и их рабов. Их разговорным языком является райсальский креольский язык, вытесняемый стандартным английским и испанским. Однако в отличие от соседнего острова Сан-Андрес на Провиденсии испаноговорящие колумбийцы всё ещё составляют меньшинство. По переписи 2018 года, на острове проживает 4545 человек.